# Dhriti Banerjee
Dhriti Banerjee (* 6. Februar 1970 in Kalkutta) ist eine indische Zoologin.

## Leben
Banerjee ist die Tochter von K. D. und Chhaya Banerjee. 1991 erlangte sie den Bachelor of Science am Presidency College der University of Calcutta und 1993 graduierte sie am Ballygunge Science Gollege der University of Calcutta zum Master of Science. Von 1995 bis 1998 war sie Mitglied im Gremium des Scientific and Industrial Research der indischen Regierung. 1999 wurde sie an der University of Kalyani in Westbengalen zum Ph.D. promoviert. Von 1998 bis 2007 war sie zoologische Assistentin am Zoological Survey of India (ZSI). Seit 2007 ist sie dort als Wissenschaftlerin tätig. Von Januar 2010 bis Oktober 2015 war sie Leiterin des Büros des ZSI in Kalkutta.
Banerjee begann ihre wissenschaftliche Karriere als Doktorandin über das Thema Drogenmissbrauch und dessen Auswirkungen auf die menschliche Physiologie. Sie erhielt mehrere nationale und internationale Stipendien für ihre Master- und Promotionsstudien. Ihr Interesse für Umwelt- und Naturwissenschaften führte dazu, dass sie dem Zoological Survey of India und dem Umweltministerium beitrat, um über die enorme Artenvielfalt Indiens zu forschen. Sie reiste ausgiebig durch das Land und studierte die Faunenvielfalt in Tigerreservaten, Wildschutzgebieten, Naturschutzgebieten und Ökosystemen. Daneben ist sie an einer Langzeitstudie über die Biodiversität im Himalaya beteiligt und untersucht die möglichen Auswirkungen des Klimawandels auf die Fauna des Himalayas.
Banerjees Forschungsinteressen gelten der Taxonomie, der molekularen Systematik und der Biodiversität von Fliegen. Sie war an mehreren Forschungsprojekten über das Auftreten von Fliegen als Tatortdetektoren beteiligt, um den Zeitpunkt des Todes und das Post-Mortem-Intervall in forensischen Untersuchungen zu schätzen. Ferner befasst sie sich mit tödlichen Krankheitserregern, die die Wirtschaft und die Gesundheit der Menschen beeinträchtigen.
Banerjee hat mehrere Öffentlichkeitsprogramme zur Verbreitung des Umweltbewusstseins, zur Erhaltung der Artenvielfalt und zur nachhaltigen Nutzung der Biodiversität im städtischen und ländlichen Indien durchgeführt. Eine ihrer Hauptaktivitäten war der Aufbau von Kapazitäten und die Förderung der bedeutenden Rolle, die jeder Bürger bei der Rettung und dem Schutz der Umwelt durch Erhaltung und nachhaltige Nutzung spielt.
Banerjee hat an 15 wissenschaftlichen Projekten gearbeitet und rund 95 wissenschaftliche Publikationen in internationalen und nationalen Fachzeitschriften veröffentlicht. Sie und ihre Doktoranden arbeiten an Projekten zur Faunenvielfalt, Diversität von Überträgern und forensischer Entomologie sowie einem Projekt zur Digitalisierung der indischen Faunenvielfalt.
2017 gehörte Banerjee zu den Erstbeschreibern der Fliegenart Tabanus pseudoannularis aus der Familie der Bremsen (Tabanidae) und 2018 zu den Erstbeschreibern der Fliegenart Heligmonevra paruii aus der Familie der Raubfliegen (Asilidae).